# Интра-аортна балон пумпа
Интра-аортна балон пумпа (ИАБП) је механички уређај који повећава перфузију кисеоника у миокарду и индиректно повећава срчани минутни волумен кроз смањење накнадног оптерећења. Састоји се од цилиндричног полиуретанског балона који се налази у аорти, отприлике 2 сантиметра  од леве подкључне артерије. Балон се надувава и издувава путем контра пулсације, што значи да се активно испумпава у систоли и надувава у дијастоли. Систолна дефлација смањује накнадно оптерећење кроз ефекат вакуума и индиректно повећава проток према напред из срца. Дијастолна инфлација повећава проток крви у коронарним артеријама путем ретроградног тока. Ове акције се комбинују како би се смањила потреба миокарда за кисеоником и повећало снабдевање миокарда кисеоником.

## Опште информације
Механичку потпору циркулације чине различите пумпе које имају улогу да помогну тешко ослабљеном срцу да пумпа крв у остатак организма. Уређај који пружа механичку потпору циркулацију састоји се од 3 основне компоненте:
- Пумпе која се уграђује унутар тела (имплантабилна пумпа) која има улогу да у дужем временском интервалу помажу срчану функцију.

- Контролне јединице која се налази ван болесника, а има улогу програмирања и праћења рада пумпе

- Спољни извори енергије – преносне батерије или конзоле за напајање.

Код ове методе издуван балон и катетер се пажљиво уводе у аорту током операције кроз периферну артерију, обично феморалну артерију, и стављају у силазну аорту. Након постављања, балон се надувава и издувава у складу са откуцајима срца, повећавајући проток крви током дијастоле и смањујући оптерећење срца.
Компјутерски контролисан механизам надувава балон напуњен хелијумом из цилиндра током дијастоле, који је обично повезан или са електрокардиограмом (ЕКГ) или са трансдуктором притиска на дисталном врху катетера. Неки ИАБП-и, као што је Датаскоп Систем 98КСТ, дозвољавају асинхрону контрапулсацију по подешеној брзини, иако се ово подешавање ретко користи. Хелијум се користи за надувавање балона јер због његове мале густина турбулентног ток је мањи, тако да се балон може брзо надувати и полако издувавати и због релативно бенигна и брзе елиминише ако дође до цурења хелијума или руптуре у балону.
Док се чекају додатне интервенције или током компликованих операција, ова кратка механичка подршка помаже у побољшању минутног волумена, повећању перфузије коронарне артерије и одржавању стања пацијента.

## Индикације
У следећим ситуацијама овај уређај може имати користи:
- Кардиогени шок када се пумпа користи само за лечење инфаркта миокарда. Њеном применом преживи 9–22% пацијената прву годину.

- Реверзибилни интракардијални механички дефекти који компликују инфаркт, односно акутну митралну регургитацију и перфорацију септума.

- Нестабилна ангина пекторис има користи због контрапулсације.

- После кардиоторакалне хирургије—најчешћа и најкориснија је контрапулсација код одвикавања пацијената од кардиопулмоналног бајпаса након континуиране периоперативне повреде ткива миокарда.

- Преоперативна употреба се предлаже за пацијенте са високим ризиком као што су они са нестабилном ангином са стенозом већом од 70% главне коронарне артерије, код вентрикуларне дисфункције са ејекционом фракцијом мањом од 35%.

- Перкутана коронарна ангиопластика

- У високоризичним операцијама коронарног бајпаса где је скраћено време кардиопулмоналне бајпаса, као и током периода интубације и боравка у болници.

- Тромболитичка терапија акутног инфаркта миокарда.

## Контраиндикације

### Апсолутна контраиндикација
Следећи услови ће увек искључити пацијенте за лечење: 
- Тешка инсуфицијенција аортног вентила

- Дисекција аорте

- Тешка аортоилијакална оклузивна болест и билатерална каротидна стеноза

### Релативна контраиндикација
Следећи услови чине ИАБП терапију непожељном осим у хитним околностима: 
- Протетски васкуларни трансплантати у аорти

- Анеуризма аорте

- Аортофеморални трансплантати

- Сепса

## Компликације
Пошто је уређај постављен у феморалну артерију и аорту, може изазвати исхемију и компартмент синдром. Нога је у највећем ризику од исхемије ако се феморална артерија којом се снабдева постане зачепљена. Постављање балона превише дистално од лука аорте може изазвати оклузију бубрежне артерије и касније отказивање бубрега. Друге могуће компликације су церебрална емболија током инсерције, инфекција, дисекција аорте или илијачне артерије, перфорација артерије и крварење у медијастинуму. Механички квар самог балона је такође ризик који подразумева васкуларну операцију за његово уклањање под тим околностима. Након уклањања балона постоји и ризик од  емболијског туша од микро угрушака који су се формирали на површини балона, а може доћи и до периферне тромбозе, исхемије миокарда, хемодинамске декомпензације и касне псеудоанеуризме.